# Acireale
Acireale (Aci Rigali - AFI: /ˌ(j)a.ʃɪ.ʐɪˈa.lɪ/ - o Aci in siciliano; Jaci Riali o Jaci in dialetto siciliano orientale) è un comune italiano di 50 503 abitanti della città metropolitana di Catania in Sicilia.
Città formatasi da piccole migrazioni dal territorio a sud, oggi l'impianto urbanistico è quello tipico delle città tardo-medievali della Sicilia.
Sorge a metà della costa ionica siciliana. I suoi abitanti si chiamano acesi (jacitani in siciliano). È sede della diocesi di Acireale.
Acireale è nota, in particolar modo, per il suo carnevale, per il barocco, le sue bellezze naturalistiche (tra cui la Timpa), la sua costa lavica, per la sua tradizione nel calcio e nella scherma nonché, fino a un decennio fa, per le sue terme. Vicina all'Etna, comprende nel suo territorio una serie di borghi marinari dotati di porticciolo, ossia, da sud a nord, Capo Mulini, Santa Caterina, Santa Maria la Scala, Santa Tecla, Stazzo e Pozzillo.

## Geografia fisica

### Territorio
Il comune è stato costruito in un altopiano su di un terrazzo di origine lavica, chiamato la Timpa, che, con i suoi 161 metri di altezza, la pone quasi a strapiombo sul mar Ionio. La costa, dove sorgono diverse borgate, è caratterizzata dalla scogliera di origine lavica. Vi è anche una certa ricchezza di sorgenti d'acqua e di verde e la zona circostante è coltivata, soprattutto ad agrumi. Situato sulla Riviera dei Ciclopi, sul mar Ionio, nella Sicilia orientale, alle pendici meridionali dell'Etna.

### Clima
Il clima è tipicamente mediterraneo, con estati calde e secche e inverni miti e piovosi. La neve è rara, ma si è vista occasionalmente nel corso degli anni durante forti ondate di freddo.

## Origine del nome
Il toponimo di questa città è caratterizzato, come per molti altri insediamenti urbani limitrofi, dal riferimento al mito siculo-greco di Aci. Ἄκις (Ákis) - o Ἆκις (Âkis) - era in origine un potamonimo, cioè il nome dato a fiumi o torrenti, che si riferiva proprio al fiume Aci, il cui corso è ormai estinto. Prima ancora però che il suo corso fluviale si interrompesse, i Greci ne avevano tratto un racconto mitico che poneva a protagonista la personificazione del fiume sotto forma di pastore. Da qui si spiega anche la diffusione in tutta l'area circostante dei nomi delle località di Aci Bonaccorsi, Aci Castello, Aci Catena, Aci Sant'Antonio, Aci San Filippo e Acitrezza.
Successivamente latinizzata con il femminile Acis o con il neutro Acium, la città acquisì anche la qualifica di "regale" divenendo dapprima Acis Aquilia e infine Acis Regalis (o Acium Regale).
È così che ancora oggi in siciliano è detta Aci Rigali e localmente Jaci [riali]. I suoi abitanti sono noti in siciliano con il demonimo di jacitani mentre in italiano sono detti acesi o anche acitani.

## Storia

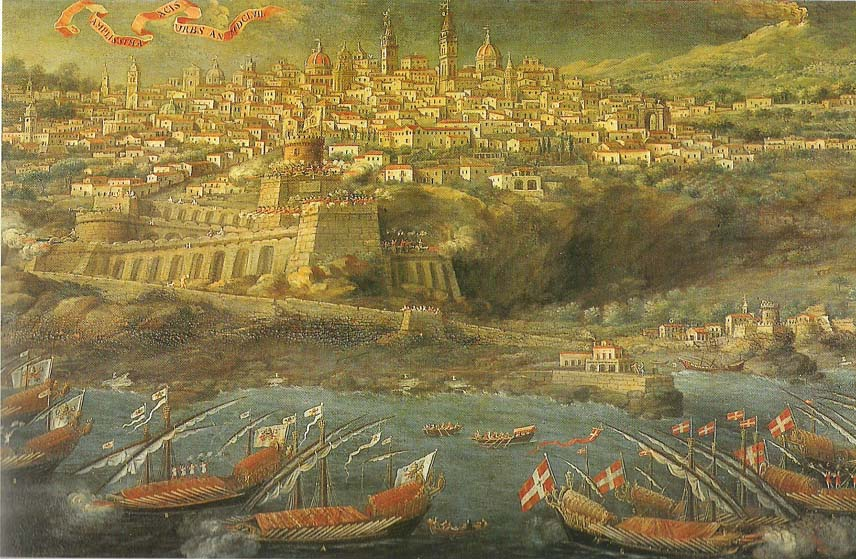
Vista della città nel XVII secolo (Amplissima Acis Urbs, G. Platania (1657; Pinacoteca Zelantea).

Il gonfalone civico.

Il nome della città deriva dalla mitologia greca, in cui vi era posto per un personaggio chiamato Aci. Questi era un pastore di cui si innamorò la ninfa Galatea, di cui a sua volta era innamorato il ciclope Polifemo che schiacciò il rivale sotto un masso. Dal sangue del pastore nacque un fiume chiamato Akis dai Greci, prevalentemente sotterraneo. Il nome della città ha subito dunque una lenta evoluzione: diventò Jachium sotto i Bizantini, Al Yag con gli Arabi e Jaci con gli Spagnoli. Nel XIV secolo la città si stabilì nel territorio attuale (prima sorgeva nei pressi del castello di Aci, oggi Aci Castello) con il nome di Aquilia Vetere prima, e di Aquilia Nuova in seguito. Il nome Acireale fu attribuito alla città, secondo la tradizione, da Filippo IV di Spagna solo nel 1642.
Al centro di ricchi traffici mercantili e popolata da nobili e ricchi artigiani per secoli, Acireale è stata vicina spesso ad affermarsi come capitale, specie nei confronti degli altri casali vicini a cui fornì sia le menti che finanziamenti. Tuttavia la storia della città caratterizzata da crescite e crisi la farebbero meglio definire come capitale "semi-perfetta". Acireale non fu mai capitale (tranne un brevissimo periodo nel XVI secolo, con gli Alagona) e a testimonianza quasi eloquente di questo paradosso può essere portato il Duomo, realizzato nelle maestose forme tardo-barocche secoli prima che la città fosse elevata a sede di Diocesi, le chiese, i palazzi nobiliari e tutto il suo centro storico o la stessa riacquisizione della demanialità operata con un'onerosa tassazione delle mercanzie, avvenuta fra l'altro ben due volte.
Si narra che Acireale e le altre Aci trassero la propria origine da Xiphonia, una misteriosa città greca oggi del tutto scomparsa. I poeti Virgilio e Ovidio fecero risalire il mito della fondazione alla storia d'amore tra Galatea ed Aci, ucciso per gelosia dal ciclope Polifemo.
In epoca romana nello stesso territorio nacque una città chiamata Akis, e che storicamente partecipò alle guerre puniche. Nel Medioevo il borgo si consolidò attorno al castello di Aci e solo nel Trecento una decina di nuclei familiari si spostarono più a nord, dove nacque Aquilia (Aci d'Aquila) o Aquilia Nuova, primo punto stabile dell'odierna città.
Il Cinquecento fu importantissimo per Aquilia Nuova, dove si consolidò un forte ceto mercantile che portò una notevole ricchezza alla città e si insediarono diverse corporazioni e ordini religiosi lasciando un'impronta tanto indelebile che ancora oggi spesso viene citata come "la città dalle cento campane".
(Carlo Levi, Tracce della memoria, p. 98.)
Nel 1528 l'imperatore Carlo V la eresse a comune. Nel Seicento, il territorio di Aquilia perse molti territori (divenuti universitas, cioè città) ma ottenne il nome odierno, grazie all'intervento del re Filippo IV nel 1642. L'11 gennaio 1693 la città fu in parte distrutta dal terremoto, che sconvolse tutta la Sicilia sud-orientale. Il processo di ricostruzione che seguì favorì l'esplosione e la magnificenza del architettura barocca in tutte le sue infinite sfaccettature.
Nel 1848 fu uno dei principali centri dei moti in Sicilia e nel 1860, dopo lo sbarco dei Mille, è stata la prima città insorta ad innalzare il tricolore in Sicilia. Dal 1861 è stata capoluogo del Circondario di Acireale, abolito poi, come tutti i circondari d'Italia, dal regime fascista nel 1927. Nel 1873 con l'apertura dello stabilimento termale Santa Venera e l'inaugurazione dell'annesso Grand Hotel des Bains, Acireale divenne un centro termale di una certa notorietà. 
Ottiene il titolo di Città con decreto presidenziale del 30 novembre 2005.
Oggi è nota in particolar modo per il Carnevale di Acireale, tra i più famosi a livello nazionale, che attrae visitatori provenienti da gran parte d'Italia, data la presenza, accanto ai carri allegorico-grotteschi e ai gruppi mascherati in sfilata, dei carri infiorati, prerogativa tipica acese.
Inoltre, grazie alla presenza del PalaTupparello, il palazzetto dello sport più capiente in Sicilia, Acireale è spesso nota per ospitare, ogni anno, numerosi concerti dei più noti cantanti e gruppi musicali italiani.

### Simboli
Lo stemma attuale di Acireale si ricollega al sigillo dell'Universitas di Aci concesso al tempo dell'ottenimento dell'autonomia comunale e apposto su un documento del 1592. Vi compaiono i tre faraglioni uscenti dal mare e il castello con tre torri concesso nel 1092 dal conte Ruggero al vescovo abate Angerio insieme al suo territorio, che divenne un importante baluardo del sistema difensivo del Regnum Siciliae, e allo stesso tempo simbolo identificativo dell'antica Aci. Dopo il 1626, compaiono anche il leone coronato, presente nello stemma della Casa Reale di Spagna in Sicilia, la bandiera reale e le iniziali A G.
Lo stemma storico venne riconosciuto con decreto del capo del governo del 29 settembre 1936 ed era così blasonato: d'azzurro, al castello a sinistra uscente dal mare, merlato alla ghibellina e fra i merli al leone rampante coronato d'oro, tenente con le branche uno stendardo bifido di rosso, carico delle lettere capitale A. G. d'oro, il castello accostato nel centro da tre faraglioni.
Lo stemma attuale è stato modificato con delibera del consiglio comunale del 6 dicembre 2008 e concesso con decreto del presidente della Repubblica del 27 febbraio 2009.
(D.P.R. 27.02.2009 concessione di stemma, gonfalone e bandiera)
Il gonfalone, concesso con D.P.R. del 26 giugno 1955 e confermato nel 2009, è un drappo di rosso.

La bandiera è un drappo di rosso caricato dello stemma civico.

## Monumenti e luoghi d'interesse
Paolo Vasta, pittore e architetto, fu il caposcuola di una corrente di artisti locale a partire dall'apertura, nel 1734, di ritorno da un lungo periodo romano, di una bottega d'arte in città. La bottega riuscirà a godere di una certa fama ed egli avrà alcuni famosi apprendisti fra cui Vito D'Anna, palermitano, considerato uno dei maggiori esponenti della pittura siciliana del XVIII secolo, Michele Vecchio, Giuseppe Grasso Naso, il figlio Alessandro ed altri.

### Piazza del Duomo

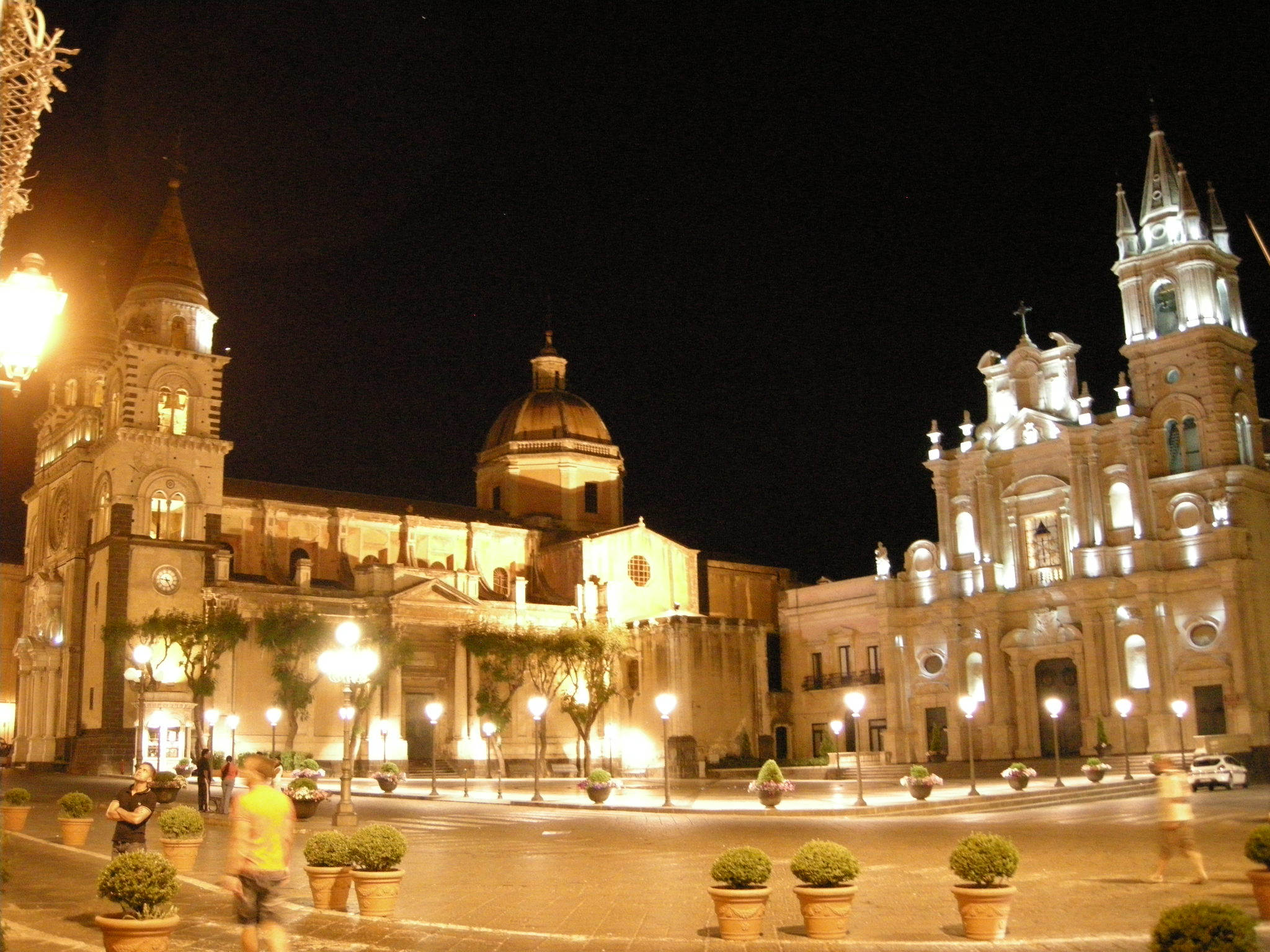
Piazza Duomo

Il centro di Acireale è la Piazza del Duomo, su cui si affacciano alcuni degli edifici più importanti della città, tra cui la Chiesa Cattedrale, la Basilica dei Santi Pietro e Paolo, il Palazzo del Comune, il Palazzo Modò.

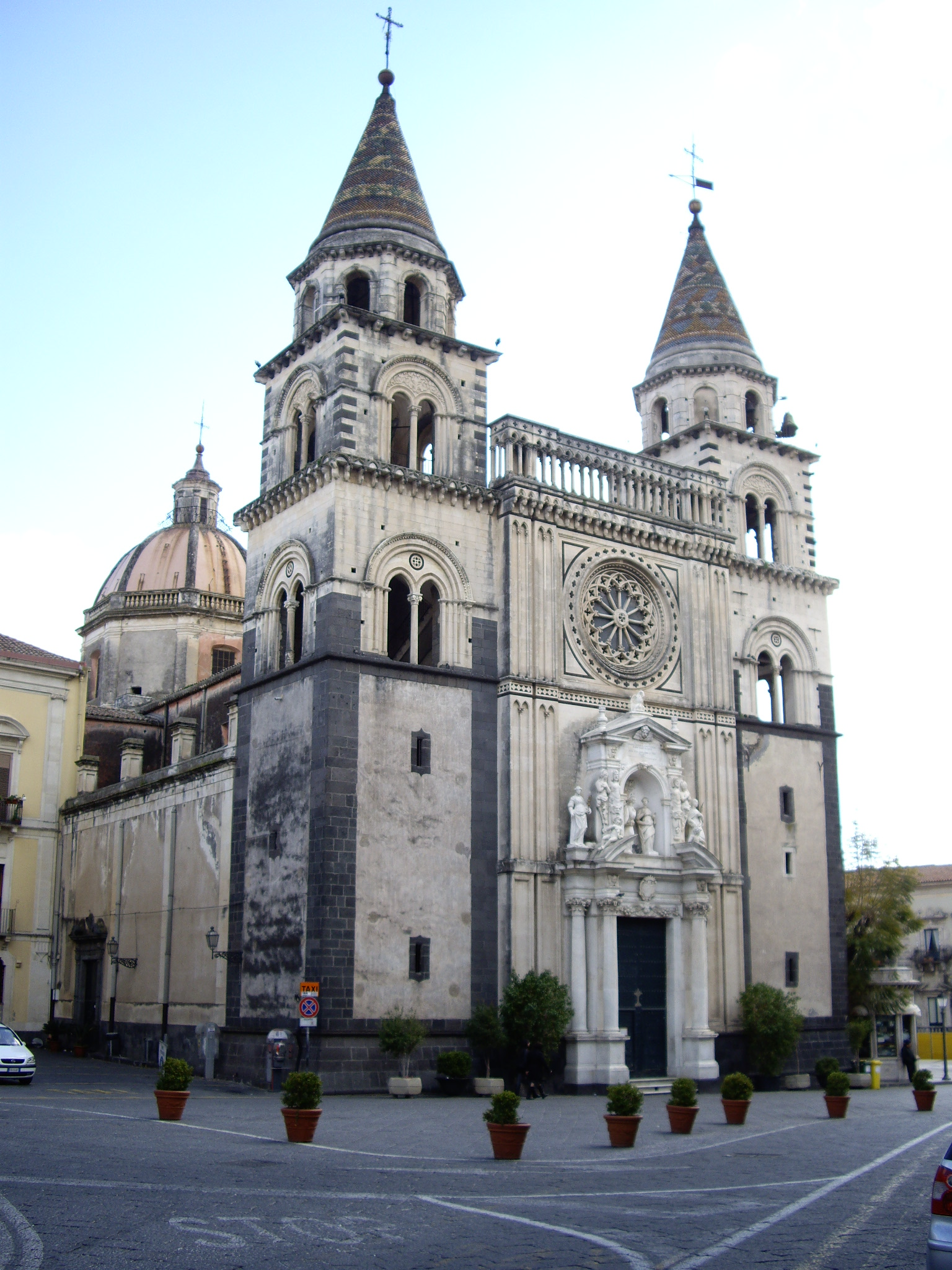
La Cattedrale di Acireale

- Cattedrale di Acireale è dedicata a Maria Santissima Annunziata, ma è comunemente attribuita al culto di Santa Venera, la patrona. L'impianto originale risale al XV secolo ed è stato rimaneggiato nei secoli successivi. All'interno si trovano opere di Pietro Paolo Vasta, Antonio Filocamo, Giuseppe Sciuti, Francesco Patané, Vito D'Anna e Giacinto Platania.
- La Basilica dei Santi Pietro e Paolo fu costruita nel 1550 e ricostruita nel 1608. Ha un prospetto barocco, progettato da Vasta nel 1741. Il campanile è del XIX secolo; un secondo campanile, pur se progettato non venne mai realizzato. L'interno, a navata unica, fu ristrutturato dopo il terremoto del 1818. Vi si trovano alcune tele del Vasta, di Giacinto Platania e una statua del Cristo alla Colonna, di autore ignoto, molto venerata in città e tradizionalmente portata in processione ogni 70 anni. Nel giugno del 1933 papa Pio XI l'ha elevata alla dignità di basilica minore.[17]
- Il Palazzo Municipale, o Loggia Giuratoria, di chiaro impianto scenografico barocco, fu progettato dopo il 1640 e rimaneggiato nel XVIII secolo. Da ammirare i "mascheroni", le mensole che reggono le balconate. All'interno, vi è un'esposizione di divise militari d'epoca.
- Il Palazzo Modò (ex Teatro Eldorado), non prospiciente direttamente sulla piazza. Della originaria struttura rimangono due balconi con reggimensole baroccheggianti, dei "mascheroni" ed il nome del teatro Eldorado, realizzato al suo interno nel 1909 ed attivo sino al primo dopoguerra.

La pavimentazione della piazza è stata rinnovata nel 2009. I lavori sono stati affidati agli architetti Paolo Portoghesi e Vito Messina e all'ingegnere Aldo Scaccianoce i quali reputarono che le mattonelle in cemento stonassero con lo stile Barocco che caratterizza la città.

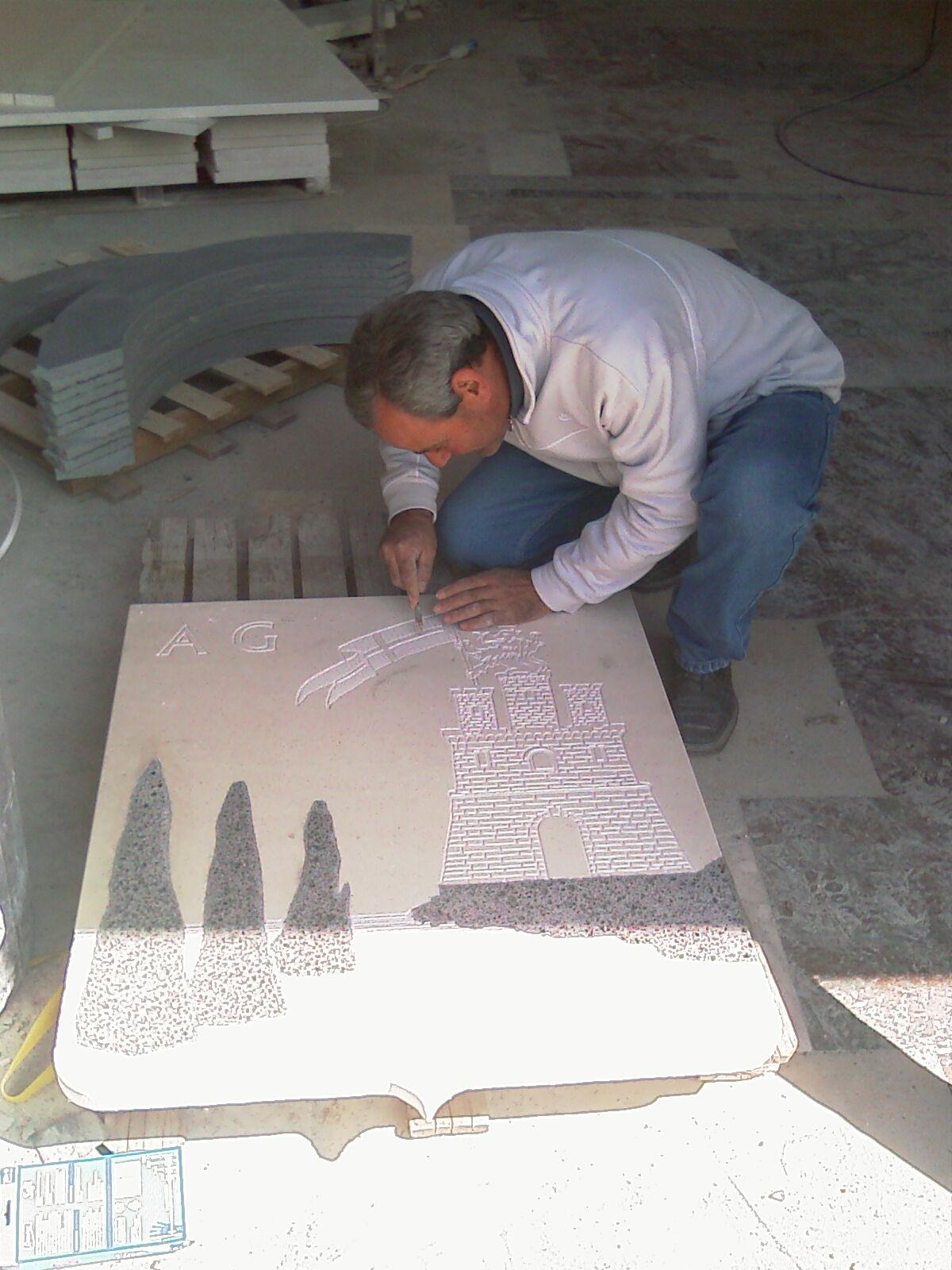
Luciano Parlato all'opera nella realizzazione dello Stemma della città di Acireale installato nel 2009 al centro di Piazza del Duomo.

La nuova pavimentazione della piazza Duomo di Acireale è stata preparata seguendo il progetto che si sviluppa con una geometria ben definita. Il piano della pavimentazione è suddivisibile in 8 anelli concentrici che sono, a loro volta, suddivisi in 12 settori per i primi due anelli e 24 settori per i rimanenti; al centro della geometria si sviluppa un rosone, il tutto per rappresentare una cupola rovesciata come se questa fosse guardata dal basso verso l'alto dalla parte interna.
Ogni settore è composto da 9 o 18 mattonelle di marmo denominato white-cream delimitato da una doppia fascia di pietra lavica doppiamente lavorata: bocciardata e levigata.
È stata coperta una superficie di 1600 m² di cui 60 costituiti dal rosone centrale che tra pietra lavica e un minuzioso mosaico accoglie lo stemma della città di Acireale.
Tecnicamente la preparazione dei tagli dei materiali è partita ancora prima dell'apertura del cantiere edile sulla piazza. Si sono infatti dovute preparare 145 diverse forme di taglio di marmo beige, per un totale di 1350 mattonelle, 28 diversi tagli di pietra lavica bocciardata per un totale di 600 fasce circa e altrettante in pietra lavica levigata. La scelta e l'accostamento delle due lavorazioni di pietra lavica è stata appositamente consigliata per evidenziare ancora di più la tridimensionalità che si era discussa nel progetto.
Per quanto riguarda il rosone, costituito da sei cerchi intrecciati tra loro secondo una geometria esagonale, sono state impiegate 132 fasce laviche distribuite tra levigate e bocciardate. Al centro si forma così un alloggio esagonale dove è stato installato lo stemma della città, il tutto arricchito da un elegante mosaico di sassolini. Si può quindi stimare che sono stati preparati circa 2700 pezzi, dello spessore di 3 centimetri, per coprire i 1600 metri quadrati.
La localizzazione del centro, che non è stata scelta a caso dai progettisti, ha origine in un punto che è l'intersezione di due assi: quello ortogonale al comune e quello ortogonale alla fiancata laterale della cattedrale. Da questo punto in maniera assialsimmetrica si sviluppa il disegno della piazza.
Al centro viene installato lo stemma della città con orientamento che segue l'asse ortogonale al comune. La preparazione, e quindi la lavorazione, dello stemma è stata rigorosa. Sono state rispettate le regole ufficiali in accordo con la regola araldica della preparazione degli stemmi. Lo scudo e la corona sono realizzati con lo stesso marmo impiegato per la pavimentazione con degli incassi di pietra lavica “occhio di pernice” per rappresentare i tre faraglioni e la roccia ai piedi del castello. La lavorazione delle linee segue una tracciatura con profondità variabile dai 2 ai 4 millimetri e con spaziature che non scendono al di sotto dei 4 millimetri. La scelta della profondità della tracciatura è stata studiata considerando che lo stemma, come il resto della piazza, è soggetto al continuo calpestio dei pedoni.

### Centro storico

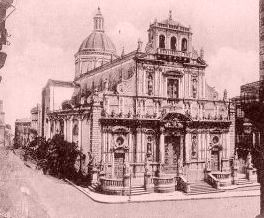
Basilica collegiata di San Sebastiano in una foto di fine Ottocento

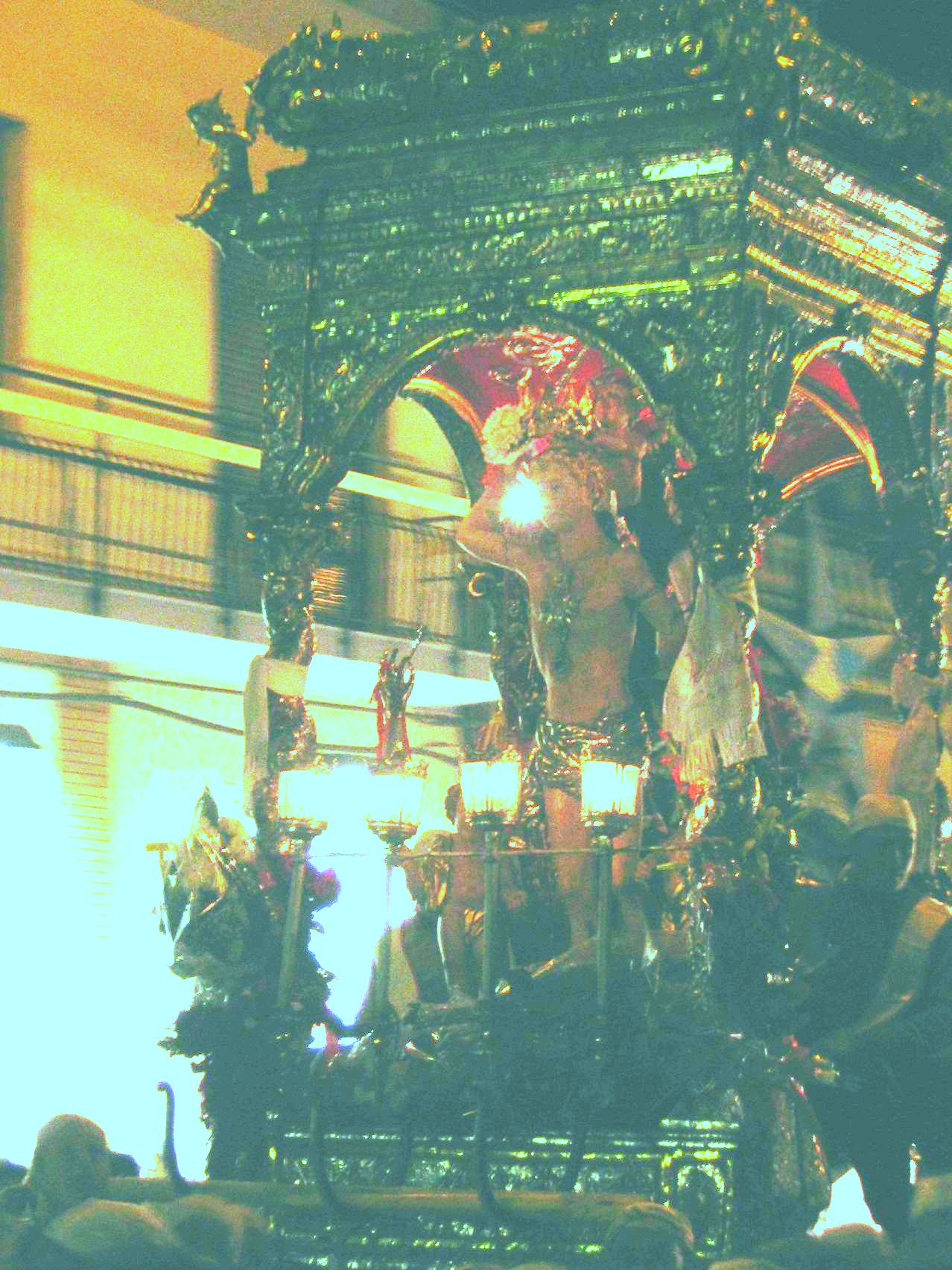
Il fercolo di san Sebastiano in processione

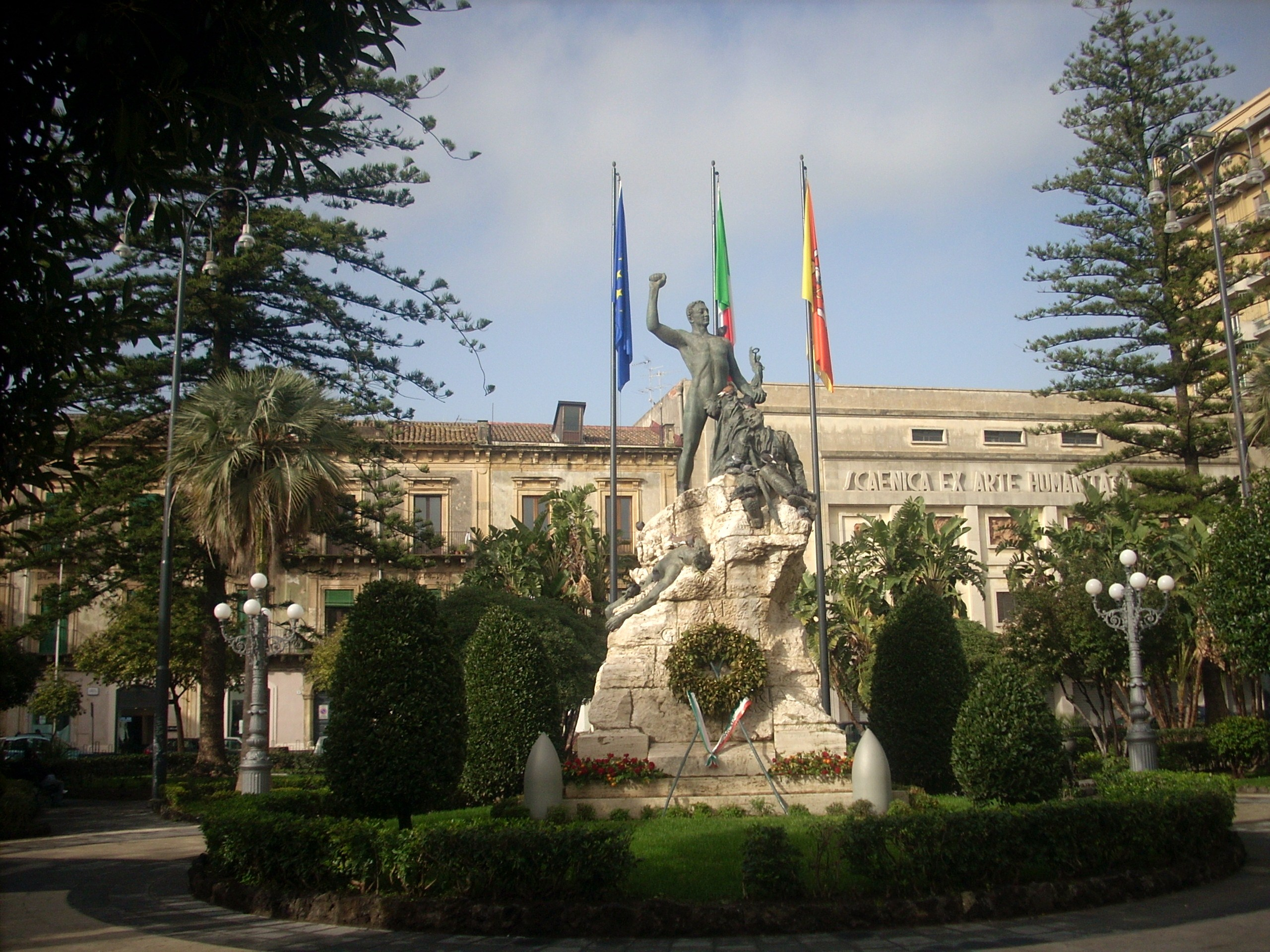
Il monumento dei caduti di piazza Garibaldi

Nel centro storico vi sono altre chiese, altri palazzi e vari monumenti di grande interesse:
- Basilica collegiata di San Sebastiano, è la chiesa più importante di Acireale, dichiarata monumento nazionale, nonché monumento messaggero di una cultura di pace dall'UNESCO. Realizzata a partire dal Settecento, presenta una facciata a più ordini, preceduta da una balaustra. L'interno è ricco di affreschi di Pietro Paolo Vasta;
- Chiesa di Sant'Antonio da Padova, è la più antica chiesa della città, forse l'unica che risale al periodo di Aquilia Nuova. Rimaneggiata nei secoli, anche a causa dei terremoti, conserva un bel portale in stile gotico. La chiesa era inizialmente intitolata a san Sebastiano e sede dell'antica confraternita dedicata al santo. Solo dopo la costruzione della nuova chiesa di San Sebastiano, venne dedicata al culto di sant'Antonio. Al suo interno si possono ammirare affreschi e tele di Alessandro e Pietro Paolo Vasta. Lo stesso Paolo Vasta, mentre lavorava al suo interno, colto da malore cadde da un'impalcatura subendo l'incidente che gli costò la paralisi;
- Chiesa di Santa Maria del Suffragio, appare quasi asimmetrica rispetto alla strada ed ha la facciata rivolta al mare. Tradizionalmente la necessità della costruzione della chiesa è attribuita alle mogli dei pescatori, che poco abbienti si trovavano a disagio nelle ricche e sontuose chiese frequentate dalla nobiltà cittadina. La chiesa fu realizzata nel XVII secolo. L'interno è ricchissimo di affreschi, tra cui Il Mistero dell'Eucaristia di Pietro Paolo Vasta sulla volta;
- Chiesa di San Camillo, ha una facciata esterna molto scarna, ma è riccamente decorata all'interno. Realizzata nel 1621 a navata unica, fu affrescata da Paolo Vasta con le Storie del Vecchio Testamento con soggetto femminile e, per questo, definita da alcuni come "la Chiesa delle donne".

Il corso Umberto (ex via dell'Indirizzo) è il passeggio della città, via lungo la quale prospettano i diversi palazzi nobiliari. Svoltando a sinistra, dopo circa 350 m, si arriva in piazza Garibaldi (detta "la villetta", dagli acesi), dove è collocata al centro la statua dedicata ai caduti dello scultore acese Michele La Spina. Inoltre nel lato ovest della piazza prospetta il cinema-teatro Maugeri, il più grande di Sicilia al momento dell'inaugurazione (1952). Proseguendo in corso Umberto, per altri 500 m, si raggiunge piazza Indirizzo, dove sulla destra si trova l'ingresso alla Villa Belvedere, inaugurata nel XIX secolo e nel lato a nord il prospetto della chiesa dell'Indirizzo, in stile neoclassico. Non sono di minore importanza i palazzi nobiliari Musumeci (con portale d'ingresso in pietra lavica scolpita) e Calanna, e le chiese di San Biagio, Santa Maria degli Angeli, la chiesa della Madonna del Carmelo nel quartiere Carmine, San Domenico, San Filippo Neri, San Rocco, Maria Santissima Odigitria e Maria Santissima Maddalena. Altre chiese si trovano dislocate nei vari quartieri del comune e il numero totale giustifica l'appellativo di città dai cento campanili.

### Periferia

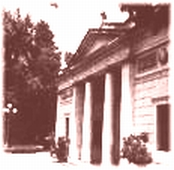
L'ingresso delle terme di Santa Venera nel 1921.

Alla periferia sud si trovano le terme di Santa Venera. Costruite in stile neoclassico, sorgono all'interno del giardino inglese. Furono inaugurate nel 1873 dal barone Agostino Pennisi di Floristella e nel 1951 vennero acquisite dalla Regione Siciliana. Le terme sfruttano le stesse acque sulfuree-salso-bromo-iodiche, che venivano tradizionalmente utilizzate dai Greci e poi dai Romani, provenienti dalla zona delle antiche terme Xiphonie. A fianco delle terme, per accoglierne gli ospiti, era sorto il Grand Hotel des Bains in stile liberty; in esso soggiornò Richard Wagner e nella piscina posta all'interno del parco venne girato il film Palombella rossa di Nanni Moretti.
Di più recente costruzione sono gli impianti delle Terme di Santa Caterina (anni ottanta) siti nell'omonima borgata.
La frazione di Santa Caterina, separata dalla statale e dalla ferrovia dal centro cittadino, si sviluppa in posizione panoramica a picco sul mare. La presenza della frazione è attestata partire dal XVII secolo. La chiesa dedicata a Santa Caterina d'Alessandria d'Egitto risale al XVIII secolo.
Nella provinciale per Santa Tecla si trova la chiesa del Presepe (detta anche chiesa di Santa Maria della Neve), dove è possibile ammirare un presepe del Settecento. L'edificio, edificato nell'antro di una grotta lavica nel 1752, espone all'interno una tela di Vito D'Anna.
Altro luogo caratteristico sono le chiazzette un'antica trazzera (stradina) che a zig-zag conduce al mare di Santa Maria la Scala e dove si trova la seicentesca Fortezza del Tocco.
Il Santuario di Maria Santissima di Loreto si trova su un'altura ad est della città. Venne edificato a partire dal 1548 dall'eremita Giovanni Maccarrone. La struttura ha la pianta quadrangolare, come dal modello della Casa Santa di Loreto. All'interno affreschi di Pietro Paolo Vasta e Alessandro Vasta e di Matteo Ragonisi.

#### Piazze e vie storiche centrali
Piazza Duomo, piazza Indirizzo, Piazza Europa, piazza Lionardo Vigo, piazza Agostino Pennisi, piazza Porta Gusmana, piazza Garibaldi, piazza Cappuccini, piazza San Domenico, piazza Marconi, piazza San Biagio. Corso Umberto (già via dell'Indirizzo), corso Savoia (già via Carolina), corso Italia, corso Sicilia, via Cavour, via Marchese di Sangiuliano, via Dafnica, via Galatea, via Roma, viale Regina Margherita.
Via Roma, arteria che collega la piazza Cappuccini con il corso Umberto, si chiama così in seguito a un'ordinanza del 1931, con la quale Benito Mussolini impose a tutti i podestà di intitolare una via centrale del comune alla capitale.

### Luoghi di interesse naturalistico

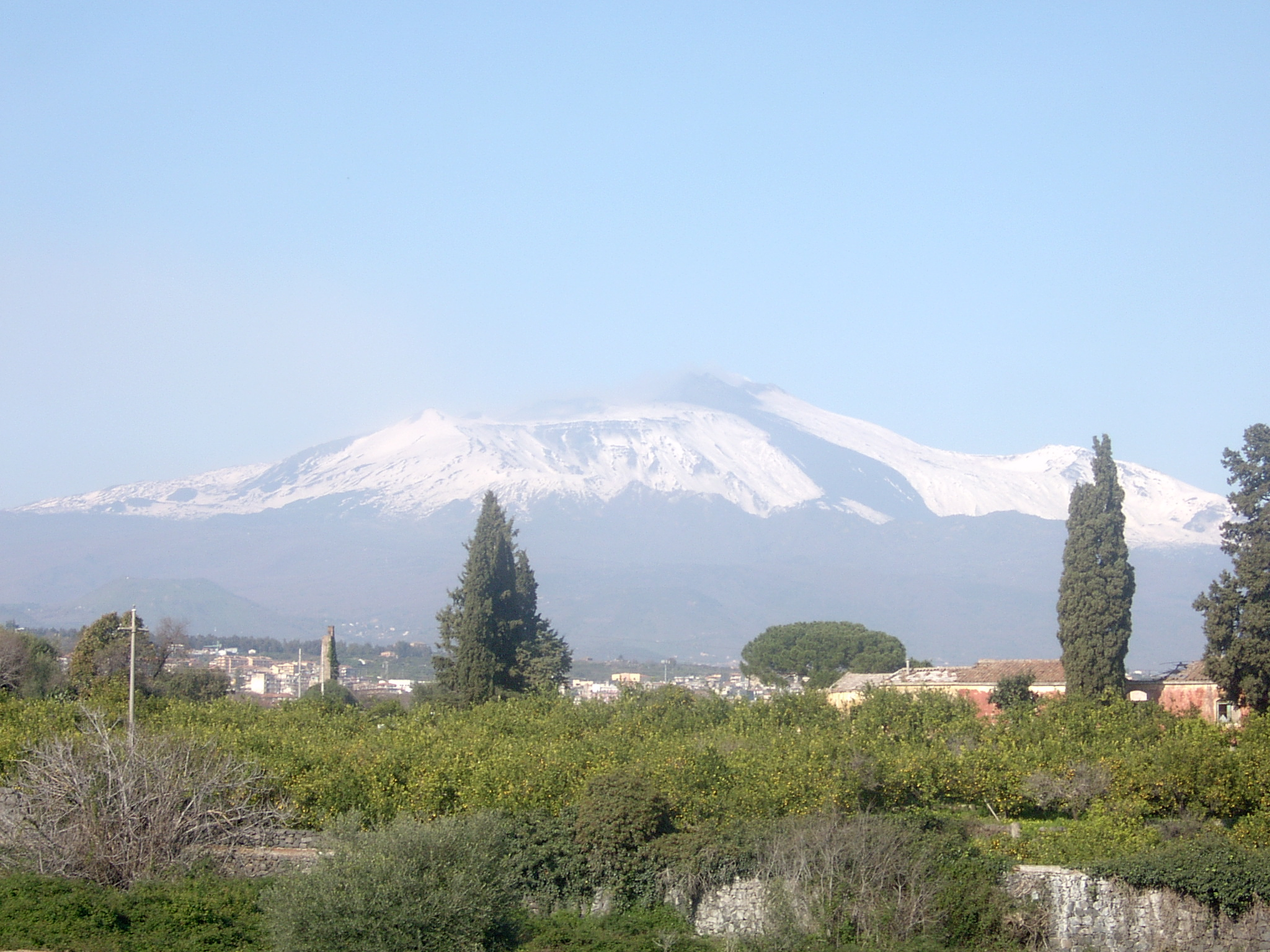
L'Etna visto dalle campagne a sud di Acireale.

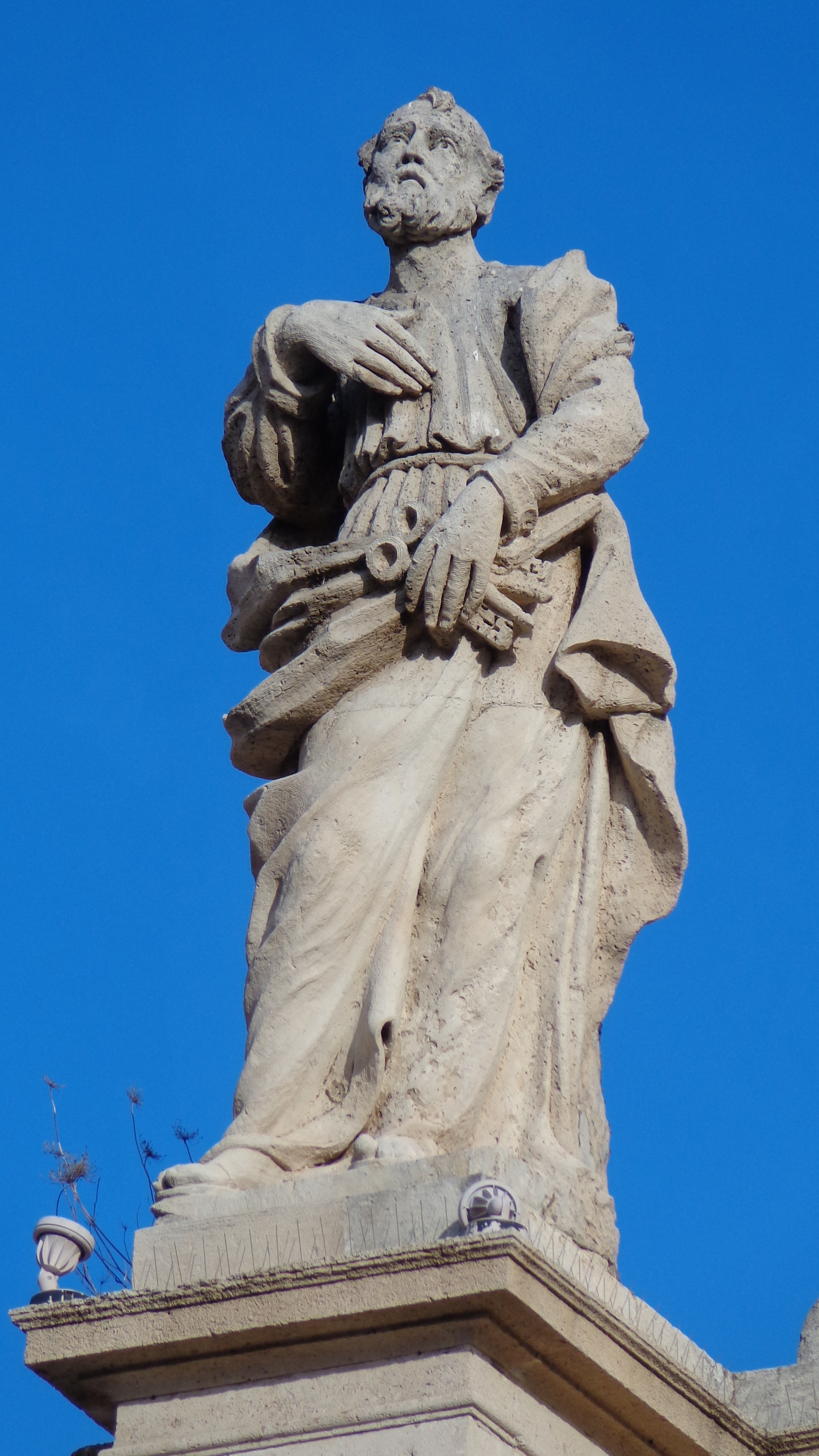
Statua di San Pietro, Chiesa dei Santi Pietro e Paolo.

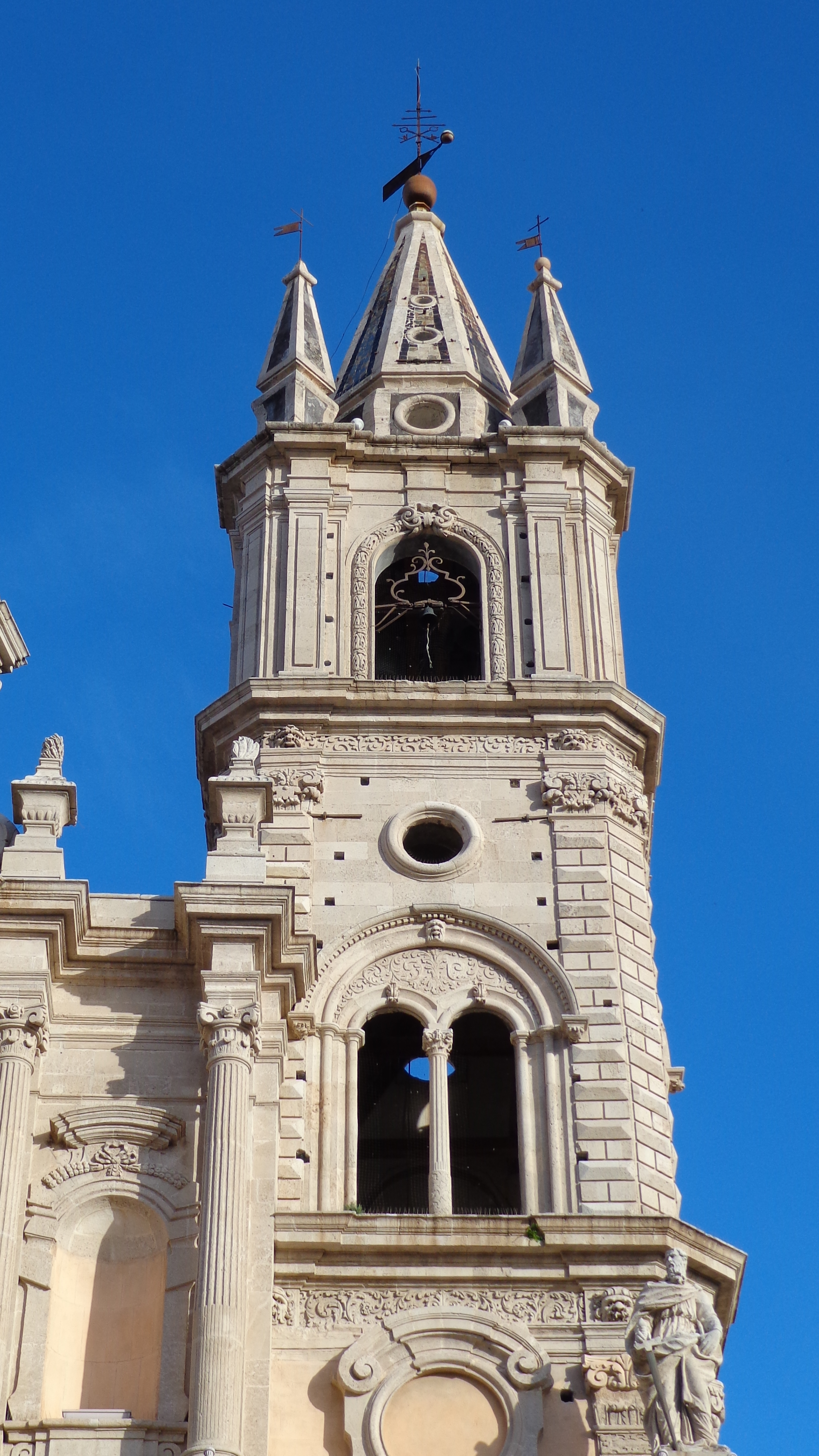
Campanile, Chiesa dei Santi Pietro e Paolo.

#### Bosco d'Aci
Nel territorio di Acireale ricade l'area in cui sorgeva il bosco d'Aci, oggi ridotto solamente alle frazioni di Santa Maria degli Ammalati, San Giovanni Bosco, Pennisi, Piano d'Api e Santa Maria la Stella. Un tempo si estendeva in tutta la zona orientale dell'Etna e ospitava soprattutto querce e castagni. Claudiano lo citò nel mito del ratto di Proserpina, nella Gigantomachia i Giganti sconfitti vi furono cacciati e durante la dominazione romana era tristemente conosciuto come rifugio per i briganti. Disboscato a partire dal Quattrocento per ricavarne legname, si è ulteriormente ridotto per far spazio alle costruzioni cittadine.

#### La Timpa
La Timpa è un promontorio tra 80 e 150 m di altezza circa a ridosso della costa di Acireale. Dal 1999 è diventata riserva naturale orientata. È caratterizzata da rocce di origine vulcanica a gradinate e da diverse faglie nelle quali cresce una fitta vegetazione; il territorio della riserva si presenta conservato ed in larga parte incontaminato, pur se inserito in un contesto particolarmente antropizzato, come la costa orientale a nord di Catania.

## Società

### Evoluzione demografica
Acireale è, dopo la città capoluogo, il comune più popoloso della città metropolitana di Catania e dell'Area metropolitana.
Acireale è, inoltre, il 14º comune più popoloso della Sicilia; si posiziona altresì al 6º posto tra i 
comuni non capoluogo più popolosi della medesima regione.
La popolazione è distribuita per poco più del 60% in città e la restante parte risiede nelle diverse frazioni, in un territorio molto antropizzato.
Le dinamiche demografiche vedono un certo drenaggio di popolazione, dalla città alle frazioni ed anche ai comuni vicini, specie quelli di Aci Catena, Aci Sant'Antonio e Santa Venerina.
Molto strette sono le relazioni con Catania, caratterizzate dalla complementarità a livello turistico (le strutture ricettive sono in massima parte nell'acese) e da pendolarismo per gli studi universitari e per ragioni di lavoro.
Abitanti censiti

### Etnie e minoranze straniere
Gli stranieri residenti nel comune sono 1 394, ovvero il 2,65% della popolazione. Di seguito sono riportati i gruppi più consistenti:
- Romania, 356
- Sri Lanka, 162
- Marocco, 131

### Istituzioni, enti e associazioni
Acireale, sebbene non sia un comune capoluogo di Libero consorzio comunale, è sede di numerose istituzioni, enti e associazioni (molte delle quali comunque dipendenti gerarchicamente da Catania in qualità di uffici distaccati) costituendo, anche sul profilo dei servizi statali e regionali, un punto di riferimento per l'intero hinterland acese e comuni limitrofi.

#### Sanità
- Ospedale "Santa Marta e Santa Venera" di Acireale
- Azienda Sanitaria Provinciale 3 Catania - Distretto di Acireale
- Croce Rossa Italiana - Comitato di Acireale
- A.I.A.S. - Sezione di Acireale

#### Giustizia e Forze dell'ordine
- Ufficio del Giudice di pace di Acireale
- Commissariato di Pubblica Sicurezza di Acireale
- Comando Compagnia dei Carabinieri di Acireale
- Tenenza di Guardia di Finanza di Acireale
- Vigili del fuoco - Distaccamento provinciale di Acireale

#### Altri uffici e istituzioni
- Agenzia delle Entrate - ufficio territoriale di Acireale
- INPS - punto informazioni di Acireale
- Regione Siciliana - Servizio Turistico di Catania - Unità Operativa di Acireale
- Capitaneria di Porto - Delegazione di spiaggia di Santa Maria la Scala e Ufficio Locale Marittimo di Pozzillo
- S.I.A.E. - mandataria di Acireale
- F.I.G.C. - Associazione Italiana Arbitri - sezione di Acireale
- Istituto Autonomo Case Popolari di Acireale
- Automobile Club Acireale (unico Automobile Club non provinciale d'Italia)
- Regione Siciliana - Centro per l'impiego n.13 di Acireale
- Fondazione Carnevale Acireale - Palazzo del Turismo
- Centro Sportivo Italiano - Comitato di Acireale

## Cultura

### Istruzione

#### Scuole
La città era cresciuta nella seconda metà del XIX secolo come "Città degli studi" in quanto vi era un patrimonio di diversi collegi e istituti di istruzione superiore che oggi, in assenza di un polo universitario, può considerarsi perduto. Ad Acireale vi sono diversi istituti di istruzione superiore di secondo grado, pubblici e privati, divisi tra licei, istituti tecnici e professionali, di cui si servono in gran parte anche gli studenti di comuni limitrofi.

#### Accademie
Fondata il 3 ottobre 1671, l'Accademia di scienze, lettere e belle arti degli Zelanti e dei Dafnici è tra le più antiche d'Italia.

#### Musei
- Biblioteca e pinacoteca Zelantea, è un'istituzione del XVII secolo, ospitata in un palazzo neoclassico realizzato nel XIX secolo dall'ingegnere Mariano Panebianco, che raccoglie alcune collezioni d'arte e di testi antichi. È visitabile su richiesta al personale.
- Nel Museo delle tradizioni contadine di Aci Platani si trova la ricostruzione di una tipica abitazione di una famiglia contadina etnea del XIX secolo.
- Il Museo delle uniformi, ospitato presso il palazzo del Comune in Piazza Duomo raccoglie una collezione di divise storiche a partire dalla fine del XVIII secolo.
- Il Museo dell'Opera dei Pupi di Via Alessi.
- Il Museo del Carnevale, sito all'interno del Palazzo del Turismo in via Ruggero Settimo, 11.
- Il Monetario Floristella, che attualmente si trova presso il Museo Archeologico Regionale di Siracusa ed è in attesa di una collocazione in città, raccoglie la collezione numismatica di Agostino Pennisi di Floristella.
- Il Teatro dell'Opera dei Pupi di Capomulini, condensa negli spazi espositivi la importante tradizione dei pupari acesi tramandata per generazioni (e riconosciuta, insieme alle altre tradizioni pupare siciliane, patrimonio immateriale dell'umanità dall'UNESCO).
- Il Museo Diocesano, in via Genuardi.
- Il Museo della Basilica di S.Sebastiano[21]
- Museo del Natale San Francesco[22]

### Miti e leggende
Ad Acireale alla storia si affianca spesso la leggenda, soprattutto nel mito della fondazione. Tra le leggende Aci e Galatea, l'avventura di Odisseo contro il ciclope Polifemo, un bosco nato dalla vendetta di Zeus contro dei giganti e una leggenda relativa alla fuga dell'esercito cartaginese davanti a una colata dell'Etna.
La leggenda paronima, da cui poi nascerebbe anche il nome della città e dei casali, fu l'idillio di amore fra Aci e Galatea ed è introdotta da Ovidio nelle Metamorfosi, da Teocrito, da Virgilio, da Posidippo, da Filosseno, da Callimaco, da Ermesianatte e da Euforione.
La bellissima ninfa Galatea era innamorata del pastorello Aci. Il loro amore era contrastato da Polifemo, terribile ciclope che, infuriato dalla gelosia, scagliò contro il pastorello un sasso, provocandone la morte. La ninfa, disperata per la perdita di Aci, supplicò gli dèi affinché lo restituissero in vita ed essi, accogliendo le preghiere, trasformarono il pastorello in un fiume eterno, chiamato Aci (Akis). Secondo una diceria popolare l'antico fiume Aci scorrerebbe sotto piazza del Duomo e sarebbe possibile udire lo scorrere delle sue acque. Il fiume Aci, che ha un cammino sotterraneo ignoto e fa parte del ricchissimo sistema imbrifero etneo, sfocia sia in località Acque grandi ("acquaranni") tra Acireale e Capomulini, sotto un poderoso banco lavico, sia nella frazione di Santa Maria la Scala (Testa di l'Acqua), presso il "Molino di Miuccio", con acqua limpidissima e gelida, sia a nord del quartiere di Santa Caterina (Acqu'e ferru) dove ha un caratteristico effetto rossiccio, causato dalla presenza di ossidi di ferro, che nella fantasia popolare, sulla base dei versi ovidiani, viene attribuito al sangue di Aci ("u sangu di Jaci", in dialetto siciliano).
Nella Villa Belvedere è esposto un gruppo scultoreo di Aci e Galatea, copia in marmo eseguita al pantografo sul modello in gesso patinato esposto alla Biblioteca Zelantea, opera di Rosario Anastasi del 1846, che rappresenta l'epilogo del mito, l'ultimo atto, quando Galatea, con la sua drammatica invocazione agli dèi, vorrebbe risuscitare il suo amato Aci ucciso da un sasso scagliato da Polifemo.
A venti anni di distanza, nel 1866, Auguste Ottin adatta nella seicentesca Fontana Medici dei Giardini del Lussemburgo di Parigi, la marmorea composizione con Galatea languidamente distesa accanto ad Aci cui fa da contrasto il bronzeo Polifemo che li guata geloso sovrastandoli, preludio della sua primordiale vendetta.
Un altro riferimento al figlio di Poseidone si ha nel libro IX dell'Odissea. Nell'identificare l'antro dove abitò il feroce avversario di Ulisse in Virgilio, in Callimaco e in altri autori classici e moderni si fa riferimento alle balze dell'Etna, propriamente nel tratto di costa situato tra Capo Mulini e Aci Trezza. I faraglioni di Acitrezza inoltre sarebbero secondo il mito i massi scagliati contro il Laerziade dall'accecato mostro. L'Isola Lachea venne identificata con l'isola bassa dove sostò la flotta delle dodici navi achee di cui fa menzione Omero solo nel XIX secolo (prima infatti era nota semplicemente come l'Isola).
Nella Gigantomachia di Claudiano si fa riferimento allo scontro che funestò il mondo dei miti, tra i Titani dell'Olimpo e i Giganti. Questi ultimi vennero puniti cadendo nel Lucus Jovis identificato col Bosco d'Aci, nel quale bosco si sarebbero potute scorgere, come riportato sempre nella stessa opera, sia le pelli che le teste recise di questi sfortunati in strazianti espressioni di dolore tanto che persino Polifemo vi si teneva lontano.
Secondo la tradizione l'eruzione dell'Etna del 396 a.C. - che storicamente investì e stravolse il territorio acese - avrebbe anche terrorizzato e messo in fuga la flotta cartaginese comandata da Imilcone che si preparava ad uno sbarco durante la seconda guerra punica, determinandone un grave smacco.

### Acireale nella cultura popolare siciliana
Nella zona di Acireale si produce il tipico cavolo trunzu, riconosciuto ufficialmente come Presidio Slow Food, varietà di cavolo rapa (Brassica oleracea gongylodes) coltivato da sempre anche nelle località vicine. In riferimento a ciò è nata la frase di ironico scherno «Aci babbana civitas trunzorum cavolorumque magna mater est» cioè "Acireale città sciocca è la grande madre dei cavoli trunzi", spesso usata nelle locali dispute campanilistiche. Trunzu in lingua siciliana è sinonimo di testardo (in quanto la cd. "testa" del trunzu sarebbe dura come quella delle persone testarde), e per tale motivo le popolazioni circostanti vollero caratterizzare gli acesi attribuendo loro metaforicamente la proprietà dell'ortaggio.
L'uso di questi blasoni popolari è tipico delle dinamiche della percezione comunitaria siciliana tradizionale.

### Teatro

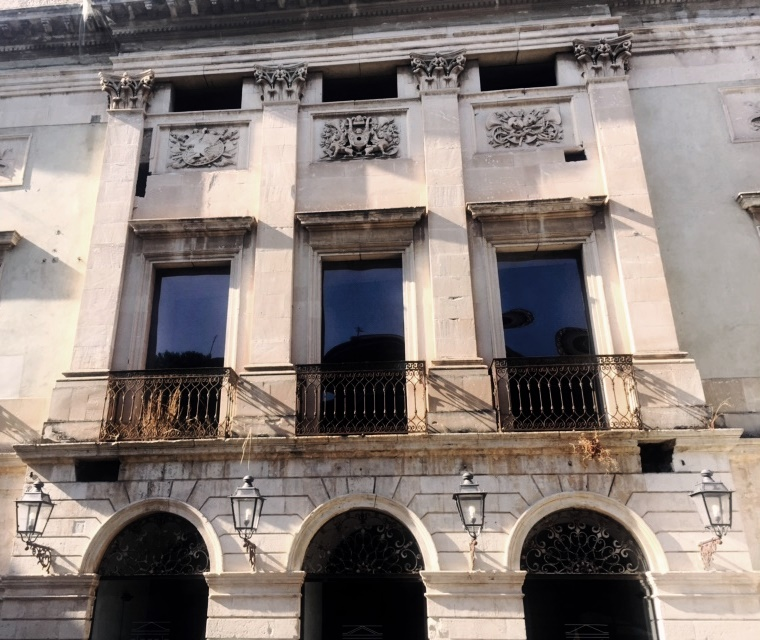
La facciata del Teatro Massimo Vincenzo Bellini di Acireale.

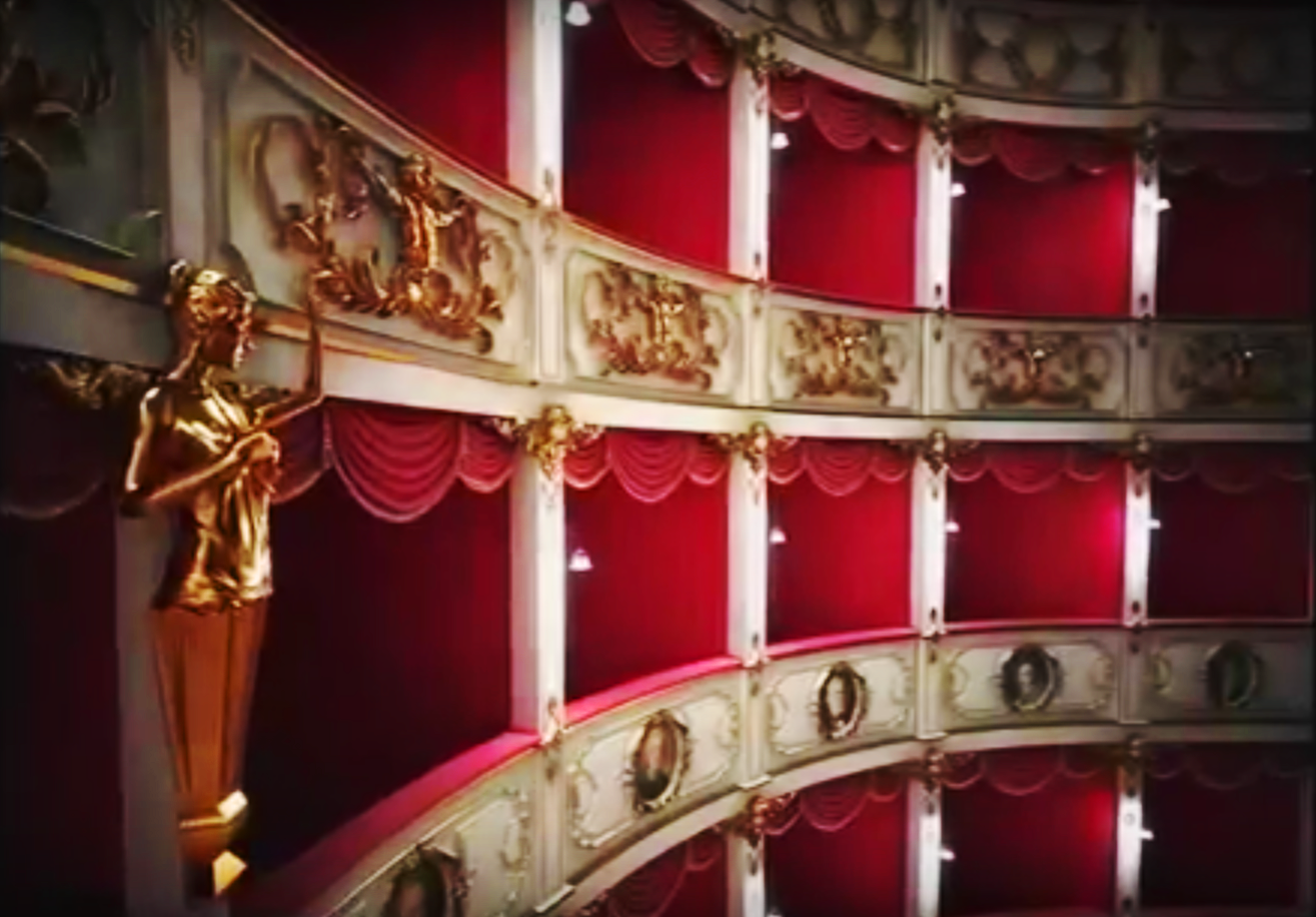
Il Teatro Massimo Vincenzo Bellini di Acireale, foto d'epoca dell'interno.

Il più importante teatro della città è stato il Teatro Vincenzo Bellini costruito, seguendo lo stile neoclassico, dall'ingegnere catanese Carmelo Sciuto Patti ed inaugurato nel 1870. Nel 1952 un devastante incendio doloso ne distrusse l'interno; a distanza di sessant'anni si attende ancora il suo restauro e la riapertura.
Altri teatri importanti sono il Cinema Teatro Maugeri (attualmente chiuso) e il Teatro Turi Ferro (in attività).

### Media
Acireale è sede delle emittenti televisive locali REiTV, Sestarete Acireale (ex T.R.A.), Etna Espresso Channel (ex Canale 9) e delle emittenti radio Radio Aci Broadcasting Communication (Radio ABC), Radio Digital Sound (ex Studio Aquilia Sound) e Radio Etna Espresso. In città si pubblicano il settimanale Il Gazzettino del Sud, Akis e il quindicinale cattolico La Voce dell’Jonio. Dal 2008 è inoltre attivo il settimanale telematico d'informazione L’Eco delle Aci.

### Cinema

Laura Antonelli e Turi Ferro in Malizia, nello scenario di piazza Duomo.

Acireale, la seconda città siciliana, dopo Palermo, a poter godere di un cinematografo dal 5 febbraio 1897, ha ospitato il set di alcuni importanti film:
- La sposa bella (The Angel Wore Red), di Nunnally Johnson (e Mario Russo per l'edizione italiana) (1960);
- Un bellissimo novembre, di Mauro Bolognini (1968);
- La prima notte del dottor Danieli, industriale, col complesso del... giocattolo di Giovanni Grimaldi (1970);
- Malizia, di Salvatore Samperi (1972);
- La vedova inconsolabile ringrazia quanti la consolarono, di Mariano Laurenti (1973);
- Il figlioccio del padrino, di Mariano Laurenti (1973);
- La seduzione, di Fernando Di Leo (1973);
- L'arbitro, di Luigi Filippo D'Amico (1974);
- Il padrino - Parte II, di Francis Ford Coppola (1974);
- Il fidanzamento, di Giovanni Grimaldi (1975);
- La perdizione, di Luigi Grosso (1986);[38]
- Palombella rossa, di Nanni Moretti (1989);
- Il padrino - Parte III, di Francis Ford Coppola (1990);[39]
- Vite blindate, di Alessandro Di Robilant (fiction, 1997);
- Gli astronomi, di Vanni Ronsisvalle (2003);
- I Viceré, di Roberto Faenza (2006);
- Un'estate in Sicilia, di Michael Keusch (2016);
- Tuttapposto, di Gianni Costantino (2019)

### Gastronomia

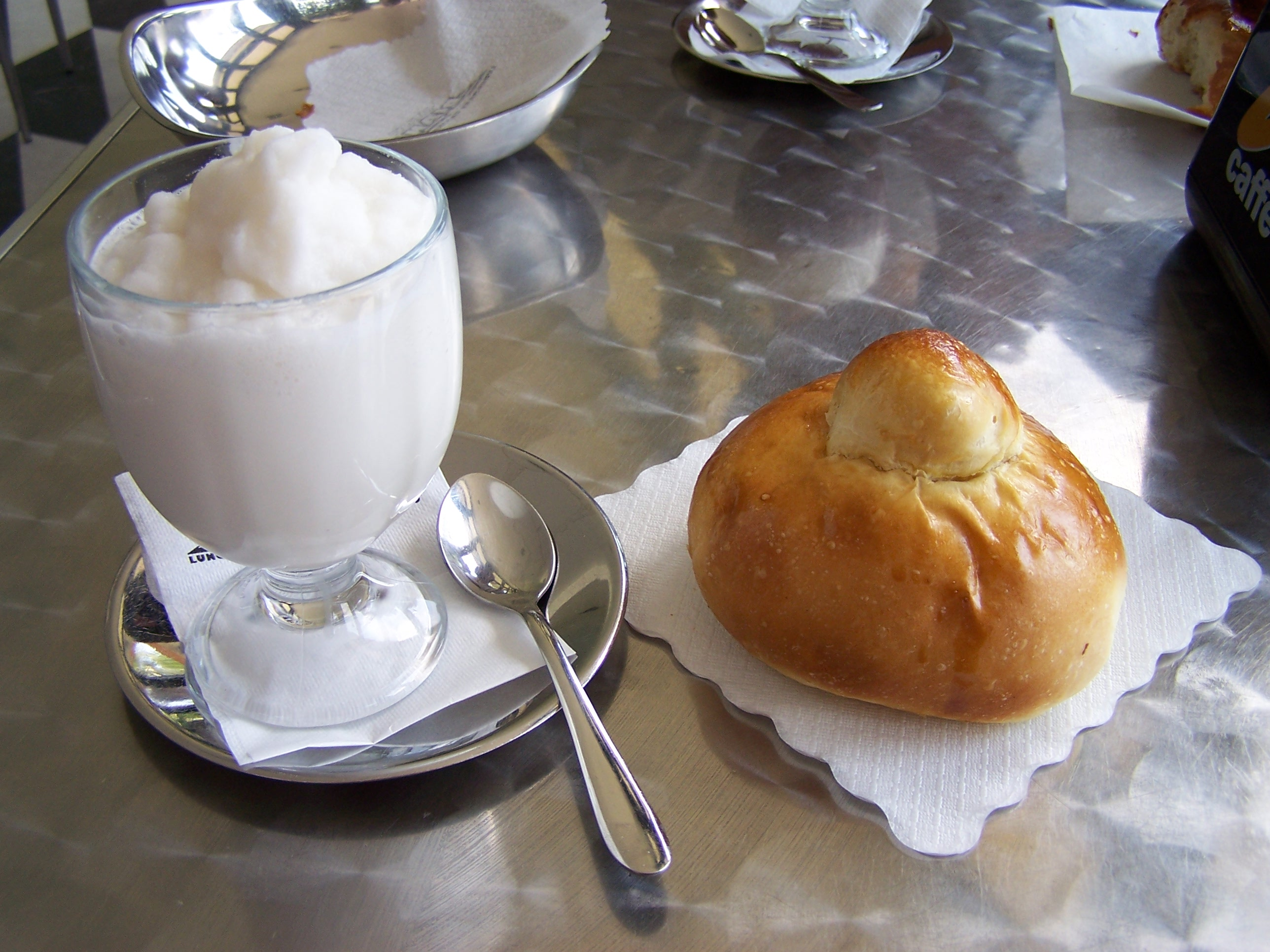
Granita alla mandorla con brioche.

La granita, ottimo alimento rinfrescante dall'afa estiva, ma consumata spesso anche in altri periodi dell'anno, ad Acireale è considerato quasi un rito. Nato probabilmente dalla tradizione dei «nevaroli» che dall'Etna trasportavano la neve sino in riva al mare, quando ancora non esisteva il frigorifero, in città l'invenzione della granita è attribuita a Francesco Procopio dei Coltelli, un ingegnoso trezzoto che con il café «le Procope» fece successo nella Parigi del XVII secolo.
Generalmente viene servita nella sua ricetta di base al gusto di mandorla ed accompagnata da brioche. È molto diffusa anche la granita di limone, ma vengono proposti anche molti altri gusti tipici della tradizione siciliana, secondo disponibilità stagionale degli ingredienti principali. Un altro alimento tipico dell'estate acese è il seltz con limone e sale, venduto dai numerosi chioschi che si trovano per le vie della città.
Inoltre, è rinomata la pasticceria, aderente principalmente alla tradizione ionico-etnea, che ha nelle zeppole di riso con miele (definite anche crispelle di San Giuseppe in altri comuni), nei cannoli ripieni con crema di cioccolato, crema bianca o ricotta, nei prodotti di pasticceria mignon e nella gelateria artigianale le sue punte di diamante, e la tavola calda con prodotti freschi di forno (arancini, "cartocciate", "cipolline" ecc.) nonché prodotti da colazione dolci (cornetti, panzerotti, "raviole" con ripieno di ricotta, "iris" con ripieno di crema di cioccolato o crema bianca). Nelle borgate marinare vi sono molti ristoranti che propongono menù a base di solo pesce fresco.
Acireale, insieme al suo comprensorio, è altresì nota per il Limone dell'Etna, che nell'ottobre 2020 ha ottenuto il prestigioso riconoscimento I.G.P. da parte dell'Unione Europea, e per il già citato Cavolo rapa (meglio noto come "trunzu") che è riconosciuto quale Presidio Slow Food.

### Eventi

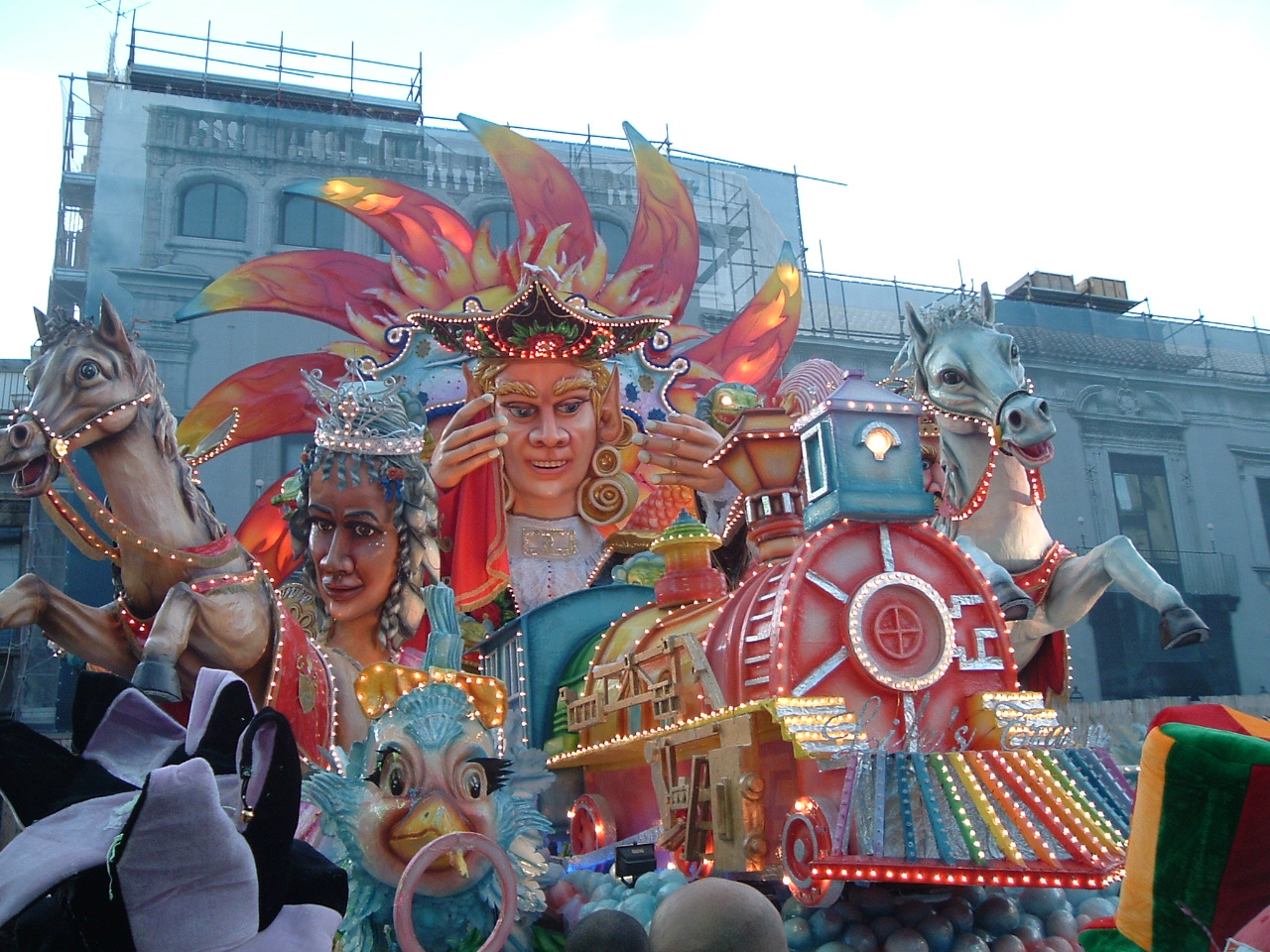
Il carro allegorico vincitore del Carnevale di Acireale 2006, che è il più famoso della Sicilia.

- La festa di San Sebastiano, il 20 gennaio, è il primo evento significativo del calendario acese. La festa religiosa consiste in una processione che parte in mattinata dalla Basilica dedicata al Santo con in testa il Fercolo di San Sebastiano e si sposta per la città toccando i quartieri storici e quelli più moderni.
- Il Carnevale di Acireale, conosciuto come "Il più bel carnevale di Sicilia", è considerato una naturale continuazione della festa religiosa. La prima edizione nota è quella del 1594 e si è proseguita la tradizione ogni anno, salvo nei periodi bellici e dopo il terremoto del Val di Noto. Oggi è accompagnato da una competizione per i carri allegorici, infiorati e in miniatura più belli. La manifestazione è stata abbinata, assieme ad altre, alla Lotteria Nazionale negli anni 1996, 1999, 2001, 2006 e nel 2010.
- In primavera, si svolge la Festa dei Fiori, dedicata appositamente ai carri infiorati.
- In estate, la festa più importante è quella della Santa Patrona, Santa Venera, che si svolge il 26 luglio.
- Il carnevale estivo, nel mese di agosto.
- La 'Nivarata è un festival estivo internazionale della granita siciliana.
- La Fiera dello Jonio, che si tiene tradizionalmente a settembre, è una mostra dell'artigianato e delle tradizioni tipiche siciliane.

## Geografia antropica

### Urbanistica
L'espansione edilizia della città si è rivolta prevalentemente verso nord, dove il centro urbano del XIX secolo è stato raddoppiato in termini di superficie. Negli ultimi decenni del XX secolo gli interventi di edilizia popolare e residenziale hanno portato all'intensa urbanizzazione dell'area di San Cosmo (o, più correttamente, San Cosimo) dove già esisteva un piccolo borgo già attestato nel XVII secolo e ormai completamente inglobato nella periferia cittadina. Altre zone di sviluppo sono poste ad ovest, nella zona del Santuario di Loreto, (in siciliano U Litu) e delle frazioni di Balatelle (Balateddi), Piano d'Api e Pennisi.
Per quanto riguarda l'odonomastica del centro cittadino, ad Acireale ovest, nell'area, di edificazione novecentesca, attorno a piazza Dante, vi sono una serie di vie con nomi di letterati famosi: tra gli altri, Jacopone da Todi, Ludovico Ariosto, Giovanni Pascoli, Alessandro Manzoni, Nino Martoglio, Giosuè Carducci, Francesco Guicciardini, Carlo Goldoni, Luigi Capuana, Eugenio Montale, Guido Gozzano e molti altri. Quest'area è sorta con questa conformazione dopo l'impulso che le ha dato l'edilizia popolare nel Novecento.
Oltre alle strade del centro storico, dal Duomo a Piazza Europa a Piazza Indirizzo, altre arterie ormai principali della cittadina sono viale Cristoforo Colombo, via Loreto Balatelle, via Lazzaretto, via Riccardo Wagner, via delle Terme, via Salvatore Vigo e via Sciarelle; quest'ultima costituisce un collegamento fondamentale tra Acireale e Aci Catena.
La strada statale 114, la cosiddetta strada Orientale Sicula, per gli acesi anche Litoranea, la attraversa "dall'esterno", ma svolge praticamente la funzione di delimitazione del centro cittadino a est, così come via Lazzaretto a ovest e viale Cristoforo Colombo a nord.

### Quartieri
- Cappuccini
- Cervo ('U Cevvu)
- Città del fanciullo ('U fanciullu in siciliano)
- Pescheria ('A chiazza o pisci in siciliano)
- Piazza del Carmine ('  O Carmunu in siciliano)
- Piazza Dante (Chianu Pizzuni in siciliano)
- Piazza Europa (Quartiere Fabio)
- San Biagio (San Brasi)
- San Giovanni (San Giuvanni)
- San Giuseppe
- San Martino
- San Michele (Quartiere de' Gambini)
- San Salvatore ('U Sabbaturi in siciliano)
- Santa Maria del Suffragio ('I Motti in siciliano)
- Triangolo (o Triangulu)
- Tupparello ('U Tuppareddu)
- Via Loreto (Litu)
- Via Mandorle (Vanedda 'e mennuli in siciliano)
- Piazza Gusmana (Chianu a Porta)
- Stazione Vecchia[senza fonte]

### Frazioni
Le frazioni marittime di Acireale sono, da nord a sud, Pozzillo, Stazzo, Santa Tecla, Santa Maria la Scala e Capo Mulini, quest'ultima citata nel romanzo I Malavoglia di Giovanni Verga.

#### Elenco delle frazioni
- Aci Platani
- Balatelle
- Capo Mulini
- Fiandaca
- Guardia
- Mangano
- Pennisi
- Piano d'Api
- Pozzillo (Superiore ed Inferiore)
- San Cosmo
- San Giovanni Bosco
- Santa Caterina
- Santa Maria degli Ammalati
- Santa Maria delle Grazie
- Santa Maria la Scala

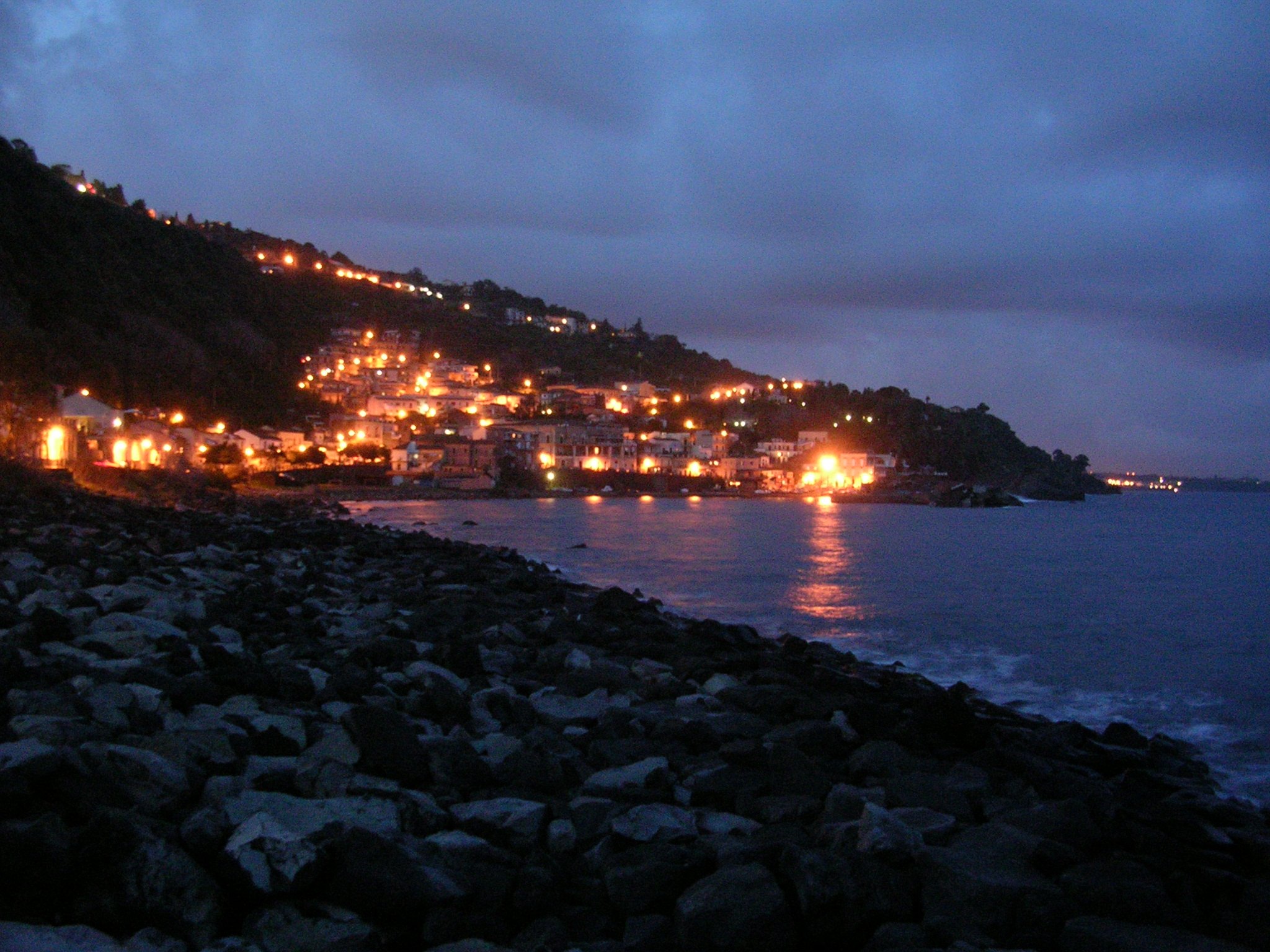
Santa Maria la Scala di notte.

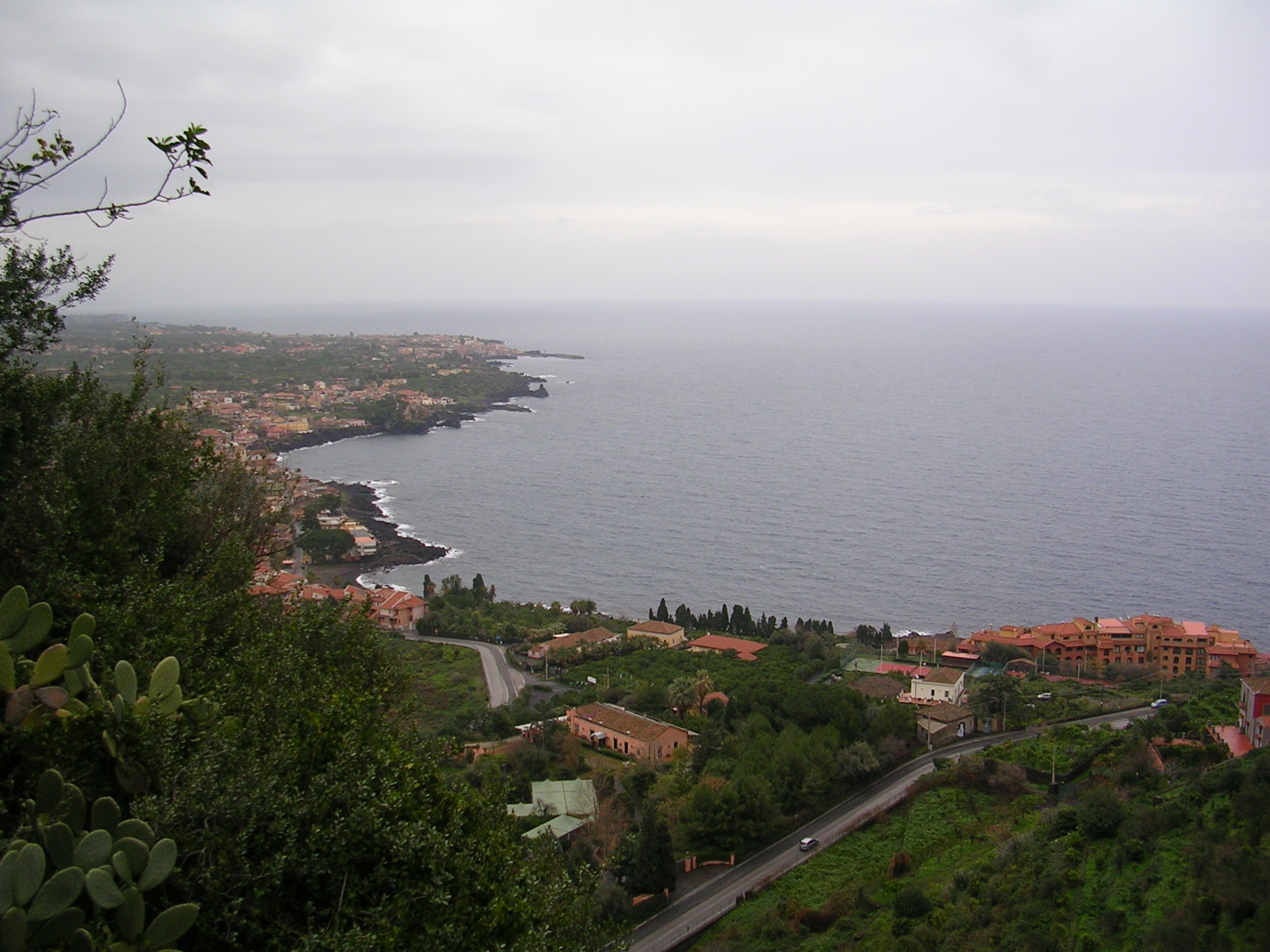
La costa acese da Santa Tecla a Stazzo.

- Santa Maria la Stella (condivisa con il comune di Aci Sant'Antonio)
- Santa Tecla
- Scillichenti
- Stazzo

## Economia
Il limone arrivò in Sicilia con gli arabi nel X secolo e da allora ha avuto una certa diffusione nell'isola. Ad Acireale però la coltura dell'agrume venne introdotta solo a fine XIX secolo e sviluppata dagli anni cinquanta. Il successo baciò nuovamente la città che rifiorì sull'onda di un business che fece di Acireale la capitale del limone, generando anche un importante indotto che interessava buona parte della provincia di Catania e quelle vicine di Messina e Siracusa. Ma la posizione di successo ottenuta venne successivamente erosa dalla agguerrita concorrenza internazionale e dai mutati equilibri politici ed economici e numerose aziende agricole che non seppero adattarsi alle mutate condizioni del mercato fallirono o vennero fortemente ridimensionate. Oggi a testimonianza di quel periodo rimangono i sempreverdi giardini di limone e la denominazione di Riviera dei Limoni, mentre parte degli stabilimenti destinati alla lavorazione sono stati destinati a spaziosi esercizi commerciali. Attualmente la produzione dei limoni e degli agrumi in genere è concentrata in diverse cooperative di medio-grandi dimensioni ed è prevalentemente destinata alla industria delle essenze data la particolare qualità. La parte di produzione destinata invece alle aziende di trasformazione alimentare è residuale e una quota ancora minore al consumo. Il Limone dell'Etna può fregiarsi, oggi, del prestigioso marchio di qualità I.G.P. conferito dall'Unione Europea, a testimonianza dello stretto legame territoriale tra questa tipologia di limone e il suo storico comprensorio di produzione, che ha in Acireale il suo centro principale.
Acireale fu un forte centro economico, culturale ed artistico nei secoli successivi al XVI, destinata a scontrarsi e rivaleggiare, oltre che con la vicina Catania, anche con i centri di Messina e Palermo. Le sue fiere che richiamavano mercanti da diverse parti e i privilegi spettanti dalla demanialità favorirono l'afflusso dei capitali e l'affermarsi di un forte ceto mercantile. Tuttavia la sua storia, come quella di molte altre città, si caratterizzò per una serie di crisi, dovute a catastrofici eventi naturali o cause economiche e da rinascite vigorose, caratterizzate anche dalla tenacia e lungimiranza dimostrata dai propri avi come in occasione delle diverse riacquisizioni della demanialità e la costituzione della diocesi.
Rimasta in bilico più tempo fra centro locale e la possibilità di fare il salto ed affermarsi a quarto polo urbano, culturale ed economico dell'isola, soffre oggi di un'incerta collocazione anche a causa della crisi dell'agrumicoltura, su cui basava parte del proprio successo economico e di uno stentato passaggio a una vocazione più turistica e commerciale.
Le attività economiche principali sono il turismo, la ristorazione e l'edilizia. Sono sviluppate anche le attività commerciali, specie nel settore automobilistico che si è affermato a partire dalla seconda metà degli anni novanta. Nel settore primario sono importanti sia l'agricoltura che la pesca, altra importante attività storicamente rilevante è stata quella dell'imbottigliamento di acque minerali (Acqua Pozzillo), mentre, tra quelle tutt'oggi esistenti, degna di nota è la produzione e imbottigliamento di diverse bevande analcoliche (Sibat Tomarchio).
Ha avuto sede legale e direzione generale ad Acireale il Credito Siciliano (già Banca Popolare Santa Venera) fuso per incorporazione nel Credito Valtellinese, a sua volta incorporato in Crédit Agricole Italia da aprile 2022.
L'acquedotto comunale garantisce la fornitura continua (grazie anche alla relativa ricchezza di sorgive nel territorio), mentre è incompleta la metanizzazione delle frazioni.

## Infrastrutture e trasporti
I collegamenti viari principali della città sono l'autostrada A18 Messina-Catania, svincolo di Acireale, e la circonvallazione, formata dalla Via Cristoforo Colombo e dalla Strada statale 114 Orientale Sicula, di fondamentale importanza per la viabilità della città.
Acireale dispone di una propria stazione ferroviaria sulla linea Messina-Siracusa con un traffico di treni nazionali a lunga percorrenza (InterCity ed InterCity Notte) e d'interesse regionale.
Buona parte della viabilità nel territorio è su strade provinciali e sulla citata Strada statale 114 Orientale Sicula (l'antica Via consolare Valeria), che non passa però per il centro di Acireale, rendendo così più scorrevole la percorrenza. Esistono dei porti pescherecci a Pozzillo, Santa Tecla, Santa Maria la Scala, Stazzo e Capo Mulini (questi ultimi due sono anche piccoli porti turistici).
La mobilità pubblica contava sul servizio pubblico urbano gestito dall'Azienda Siciliana Trasporti e sul suo servizio di autobus extraurbani verso Catania e altri comuni limitrofi, dal 2024 la mobilità pubblica conta sul servizio pubblico urbano e interurbano gestito dall'azienda Zappalà e Torrisi.
Dal 1915 al 1934 la città costituì il capolinea settentrionale della tranvia Catania-Acireale.

## Amministrazione

Gonfalone civico

Di seguito è presentata una tabella relativa alle amministrazioni che si sono succedute in questo comune.
| Periodo          | Periodo           | Primo cittadino    | Partito                                | Carica                    | Note          |
| ---------------- | ----------------- | ------------------ | -------------------------------------- | ------------------------- | ------------- |
| 23 gennaio 1989  | 28 giugno 1990    | Giuseppe Basile    | Democrazia Cristiana                   | Sindaco                   | [ 41 ]        |
| 28 giugno 1990   | 9 settembre 1992  | Rosario Sciuto     | Democrazia Cristiana                   | Sindaco                   | [ 41 ]        |
| 13 ottobre 1992  | 21 ottobre 1993   | Alfonso Sciacca    | Democrazia Cristiana                   | Sindaco                   | [ 41 ]        |
| 15 febbraio 1994 | 8 giugno 1998     | Cristoforo Filetti | Alleanza Nazionale                     | Sindaco                   | [ 41 ]        |
| 8 giugno 1998    | 12 ottobre 1999   | Agostino Pennisi   | L'Ulivo                                | Sindaco                   | [ 41 ]        |
| 23 novembre 1999 | 27 novembre 2000  | Massimo Raimondi   |                                        | Commissario straordinario | [ 41 ]        |
| 27 novembre 2000 | 22 settembre 2002 | Antonino Nicotra   | Cristiani Democratici Uniti            | Sindaco                   | [ 41 ]        |
| 14 ottobre 2002  | 27 maggio 2003    | Massimo Raimondi   |                                        | Commissario straordinario | [ 41 ]        |
| 27 maggio 2003   | 29 agosto 2003    | Antonino Garozzo   | Forza Italia                           | Sindaco                   | [ 41 ]        |
| 16 ottobre 2003  | 28 giugno 2004    | Onofrio Zaccone    |                                        | Commissario straordinario | [ 41 ]        |
| 28 giugno 2004   | 10 giugno 2014    | Antonino Garozzo   | Forza Italia / Il Popolo della Libertà | Sindaco                   | [ 41 ]        |
| 11 giugno 2014   | 27 febbraio 2018  | Roberto Barbagallo | Liste civiche                          | Sindaco                   | [ 41 ] [ 42 ] |
| 23 marzo 2018    | 28 giugno 2018    | Salvatore Scalia   |                                        | Commissario straordinario | [ 41 ]        |
| 28 giugno 2018   | 12 giugno 2023    | Stefano Alì        | Movimento 5 Stelle                     | Sindaco                   | [ 41 ]        |
| 12 giugno 2023   | in carica         | Roberto Barbagallo | Liste civiche                          | Sindaco                   | [ 41 ]        |

### Gemellaggi
- Mar del Plata, dal 1996
- Viareggio

### Altre informazioni amministrative
Il comune di Acireale fa parte delle seguenti organizzazioni sovracomunali: regione agraria n.7 (Colline litoranee di Acireale). A seguito di diverse indagini svolte dalla Guardia di Finanza il 22 Febbraio 2018 vengono arrestati 7 dipendenti comunali e il sindaco Roberto Barbagallo. L'indagine ha portato alla luce irregolarità nella concessione degli appalti.

## Sport
Lo sport più seguito è il calcio. La prima squadra è l'Acireale Calcio, che in passato ha preso parte a due campionati di Serie B (1993-94 e 1994-95) e molti di Serie C1, Serie C2 e Serie C. Dopo il fallimento dell'estate 2006, e qualche stagione nei campionati dilettantistici regionali, dalla stagione 2017/2018 milita in Serie D.
Nel calcio a 5, l'Acireale Calcio a 5 ha militato in Serie A2, allora seconda serie nazionale, oggi con la denominazione di Drago Acireale milita in Serie B, campionato nazionale di quarta serie.
Nel calcio femminile ad Acireale giocava l'A.S.D. C.F. Acese che ha militato nel campionato di Serie A2 nazionale.
Inoltre altri sport praticati sono la pallacanestro, con la squadra maschile della Polisportiva Basket Acireale, che milita nel campionato regionale di Serie C Silver, e quelle sia maschili sia femminili del Basket San Luigi Acireale; la pallavolo con l'Aquilia Acireale; la pallamano con la Società Sportiva Pallamano Acireale; la pallanuoto con la Polisportiva Pozzillo Acireale che militava in B (ricordata dal regista Nanni Moretti nel film Palombella rossa), la Polisportiva Acese che milita in Serie B nazionale, e le squadre maschili e femminili della Brizz Pallanuoto, militanti rispettivamente in B nazionale (terza serie) e in A1 nazionale (massima serie); il pattinaggio con l'Unione Sportiva Galatea. La città vanta una solida tradizione anche nella scherma: nell'aprile 2008 ad Acireale si sono svolti i campionati mondiali categoria juniores e cadetti e nel 2014 i Campionati Italiani assoluti.

### Impianti sportivi

Lo stadio Aci e Galatea (allora Tupparello) ai tempi dell'Acireale in Serie B.

Quasi tutti gli sport sono praticati in città, pur con alcune difficoltà dovute alla carenza di strutture sportive.

Vi sono due stadi principali: Lo Stadio Aci e Galatea che è dotato di un campo in erba, pista di atletica, con una capacità massima di 14.500 posti a sedere e il vecchio stadio Comunale, sito in viale Regina Margherita, con un campo di calcio regolamentare in terra battuta, dotato di tribune per circa 4.700 spettatori. Ci sono anche altri campi di calcio nelle frazioni antistanti la città.

Vi sono due palazzetti dello sport: il PalaTupparello di circa 8.500 posti ed il PalaVolcan con capienza di 1.200 spettatori.

Vari i campi di calcio a 5 o pallamano con tribunette. Infine, Acireale possiede diverse palestre scolastiche (molto nota quella dell'Istituto San Luigi), una pista di pattinaggio regolamentare e una piscina di pallanuoto con tribuna da 400 spettatori, inaugurata nel 1977, in occasione della gara decisiva per la promozione della Polisportiva Pozzillo nella Serie B di pallanuoto maschile.

## Curiosità

Il francobollo dedicato alla città.

- Il Gruppo Scout «Acireale I» fu il primo ad essere costituito nell'Italia liberata dagli alleati nel 1944.
- Alla città è stato dedicato un francobollo nel 1997 e nel 2010 e una cartolina postale nel 1984.